# Roger Bambuck
Roger Bambuck (Francia, 22 de noviembre de 1945) es un atleta francés retirado, especializado en la prueba de Relevo 4 x 100 metros en la que llegó a ser medallista olímpico en 1968.

## Carrera deportiva
En los JJ. OO. de México 1968 ganó la medalla de bronce en los relevos 4x100 metros, con un tiempo de 38.43 segundos, llegando a meta tras Estados Unidos que con 38.24 segundos batió el récord del mundo, y Cuba (plata), siendo sus compañeros de equipo: Jocelyn Delecour, Claude Piquemal y Gérard Fenouil. 